# Maksym Rudczyk
Maksym Rudczyk (ur. 21 stycznia 1898 w Wólce Nurzeckiej, zm. 3 października 1991 w Białymstoku) – polski rolnik, spółdzielca i polityk, poseł na Sejm PRL III i IV kadencji.

## Życiorys
Syn Wiktora i Marii. Uzyskał wykształcenie średnie niepełne, z zawodu rolnik. Pracował w spółdzielczości, obejmował stanowiska przewodniczącego spółdzielni produkcyjnej w Wólce Nurzeckiej i społecznego przewodniczącego Wojewódzkiego Związku Kółek Rolniczych Spółdzielni Produkcyjnych. Ponadto sprawował funkcję kierownika Powiatowego Związku Gminnych Spółdzielni „Samopomoc Chłopska” w Siemiatyczach oraz kierownika GS w Klukowiczach.
Przed 1939 należał do Komunistycznej Partii Zachodniej Białorusi, w późniejszych czasach był członkiem Polskiej Zjednoczonej Partii Robotniczej. W 1961 i 1965 był wybierany posłem na Sejm PRL III i IV kadencji z okręgu Białystok. Przez dwie kadencje zasiadał w Komisji Rolnictwa i Przemysłu Spożywczego.

## Odznaczenia
- Krzyż Oficerski Orderu Odrodzenia Polski
- Złoty Krzyż Zasługi
- Medal 10-lecia Polski Ludowej (1954)[1]
- Odznaka 1000-lecia Państwa Polskiego (1966)[2]